# Булгунняхтах (Хангаласский улус)
Булгунняхтах (якут. Булгунньахтаах) — село в Хангаласском улусе Республики Саха (Якутия) России. Административный центр Мальжагарского 1-го наслега.

## География
Село находится на юге центральной части Якутии, на левом берегу реки Лены, на расстоянии примерно 21 километра (по прямой) к юго-западу от города Покровска, административного центра улуса. Абсолютная высота — 112 метров над уровнем моря.
Климат
Климат характеризуется как резко континентальный. Средняя температура воздуха самого тёплого месяца (июля) составляет 19 °C; самого холодного (января) — −40 °C. Среднегодовое количество атмосферных осадков составляет 200—350 мм.
Часовой пояс
Село Булгунняхтах находится в часовой зоне МСК+6. Смещение применяемого времени относительно UTC составляет +9:00.

## История
По преданиям, сын Дойду Дархана — Малдьаҕар (дядя Тыгын Дархана) имел пятерых сыновей. После смерти отца сыновья разделили обширные земли Малдьаҕар баайа между собой, от них и произошли пять Мальжагарских наслегов. Жил Малдьаҕар на территории нынешнего Булгунняхтаха (пер.: холмистый — село расположено на трёх больших холмах). Старшим был Сабыйа-Боотур (Кэлтээки-Сабыйа), он и стал родоначальником 1 Мальжагарского наслега.
Первое документальное упоминание имеется в ясачной книге Парфена Ходырева 1639—1640 гг. отмечается как «Малягарская волость».
В 1868 году первые 3 семьи ямщиков основали ямскую станцию. Первоначально станция называлась «Новый ям».
1896 г. Построена трёхъярусная деревянная церковь с колокольней.
1895—1898 г.г. Открылась новая школа грамоты.
1898—1913 гг. Открыта Сатинская церковно-приходская школа.
1899 учебный год. Открылась 4-х классная церковно-приходская школа в частном доме Юрьева Николая Михайловича.
1914—1918 уч.г. Открыта Сатинская 2-х классная церковно-приходская школа.
1917 г. В Сатинском наслеге было организовано потребобщество.
1929—1930 учебные года. Построено новое здание Булгунняхтахской семилетней школы. Первый директор — Верхотуров Павел Григорьевич. Инициаторы строительства школы — Михайлов Семен Егорович и Шепелев Семен Васильевич.
1926 г. Открыта библиотека как нардом, первый библиотекарь — Пахомова Анисия Петровна. До 1950 года библиотека была приклубная. С 1950 г. стала сельской.
1930 г. В июле торжественно открыли первую участковую больницу Западно-Кангаласского района (ныне Хангаласского) в с. Булгунняхтах, первый фельдшер -Никифоров А. И.
1934 г. Открыто отделение связи, первый начальник — Галямов.
1941—1945 гг. Из Мальжагарского I наслега ушли на фронт 296 человек, из них 117 остались на полях сражений:
— Мальжагарский I наслег — всего 167, погибли 82;
— Сатинский наслег — всего 48, погибли 15;
— Ямская станция «Булгунняхтах» — всего 31, погибли 11;
— Ямская станция «Тойон — Арыы» — всего 20, погибли 9.
1953 г. Объединились Тойон-Ары ям, Булгунняхтах ям, Сатинский наслег и I Мальжагарский наслег.
1953 г. По решению правительства ЯАССР, министерства сельского хозяйства республики было вынесено решение о строительстве в селе Булгунняхтах Орджоникидзевской районной машинотракторной станции (МТС), первый руководитель — Кардашевский Николай Егорович.
1955 г. Несколько колхозов были объединены в колхоз им. Сталина, а в 1958 г. переименован в колхоз «Правда».
1957 г. Основан школьный историко-краеведческий музей.
1958 г. Открыт деткомбинат «Кэрэчээн», первая заведующая — Иванова Елизавета Романовна.
1959 г. Открыт детский сад «Одуванчик» на 20 мест (в 1975 году построено новое здание ясли-сада на 45 мест с центральным отоплением).
1966 г. Открыта общественная столовая.
1968 г. Построено новое здание средней школы.
1969 г. Установлен памятник-обелиск односельчанам — участникам ВОВ, автор памятника — народный мастер, отличник народного просвещения РСФСР Христофоров Петр Ильич 
1971 г. Открыто новое здание сельского клуба.
1975 г. Открыта детская музыкальная школа. Первый директор — Душенко В. Г.
1980 г. Открыто новое здание АЗС — 56 Якутской нефтебазы. Первыми операторами были Емельянова З. Е. и Петрова С. И.
2002 г. Установлена памятная доска на здании Булгунняхтахского ветеринарного участка в честь присвоения имени Отличника сельского хозяйства РСФСР Сыроватского Никанора Иннокентьевича.
2003 г. Впервые был назначен глава наслега с учетом мнения населения, из четырех кандидатов был избран Тимофеев Александр Петрович 
2003 г. Установлена мемориальная доска на здании Центра Культуры в честь присвоения центру имени Виктора Гаврильевича Григорьева, Отличника культуры РС(Я), обладателя медали «Творческая личность».
2003 г. Установлена новая цифровая связь в с. Булгунняхтах.
2003 г. Методом народной стройки, под девизом «2000 добрых дел» открылось новое здание музыкальной школы.
2004 г. Проведен турнир по мини-футболу среди молодежи Хангаласского улуса, впоследствии ставший традиционным.
2004 г. Проведена газификация села, с этого года работает филиал УГРС ОАО «Сахатранснефтегаз».
2004 г. Введено в эксплуатацию новое двухэтажное здание Булгунняхтахской средней школы на 275 мест.
2005 г. Школе присвоено имя Ефремова Степана Павловича, заслуженного учителя школ ЯАССР, члена союза советских писателей СССР.
2005 г. Открыт новый спортзал, построенный народным методом и под девизом «2000 добрых дел», которому было присвоено имя Иванова Зосима Степановича, мастера спорта СССР, чемпиона республики по вольной борьбе, Почетного гражданина Хангаласского улуса.
2009 г. Открыто новое двухэтажное здание наслежной администрации.
2010 г. — строительство Булгунняхтахской участковой больницы.
В 2011 г. — завершено строительство магистрального газопровода Булгунняхтат-Улахан-Ан.
25 сентября 2011 г. — открытие православного храма в селе.
23 ноября 2011 г. — открытие модельной библиотеки в селе.
2012 г. — хозяйственным способом построен коровник на 50 голов в с. Булгунняхтах.
27 декабря 2016 г. — селе народным способом открыт Дом-Арчы.
16 декабря 2017 г. — в селе открыто новое здание многофункционального Центра культуры имени Виктор Гаврильевич Григорьева.
14 сентября 2019 г. — на территории участковой больницы с. Булгунняхтах установлена стела памяти первого врача из народа саха Слепцова Георгия Николаевича.
21 июня 2020 года в селе открыли цех по переработке сельскохозяйственной продукции и дикорастущих растений СХПК «Ханалас-Ас».
1 сентября 2020 г. — на территории школы установлен бронзовый бюст известному писателю-драматургу, заслуженному учителю школ РС(Я), заслуженному деятелю искусств РС(Я) С. П. Ефремову, изготовил скульптор А. Д. Дъячковский.

## Население
| 1989 | 2002  | 2010  | 2021  |
| ---- | ----- | ----- | ----- |
| 1900 | ↘1601 | ↘1529 | →1529 |

Национальный состав
Согласно результатам переписи 2002 года, в национальной структуре населения якуты составляли 84 % из 1601 чел.

## Образование
- Булгунняхтахская средняя общеобразовательная школа им. С. П. Ефремова
- Булгунняхтахская детская школа искусств
- Детский сад № 12 «Кэрэчээн»
- Детско-юношеская спортивная школа

## Культура
- Центр культуры «Дьиэрэй ырыа» им. В. Г. Григорьева
- Булгунняхтахская сельская модельная библиотека
- Дом народного творчества «Дом мастеров»

## Транспорт
Через село проходит автомобильная дорога регионального значения «Умнас».
В село курсирует маршрутный автобус № 110 «Булгунняххтах-Мохсоголлох-Покровск».

## Туризм
В селе действуют сезонные туристические комплексы «Аартык», «Тукулан», круглогодичный юрточный кемпинг «Белая юрта» и гостевой дом «Bulgun Villa».
Через село проходят маршруты туристических туров на песчаные дюны «Тукуланы», р. Буотама и в национальный парк «Ленские столбы».
- Памятник воинам-землякам, участникам Великой Отечественной войны.

## Известные жители
- Данилова, Варвара Васильевна (род. 1967) — эвенкийская поэтесса и прозаик, член Союза писателей России и Республики Саха (Якутия)[13]
- Слепцов, Георгий Николаевич (1854) — первый врач из народа саха.[14]
- Рыкунов, Николай Осипович (1785—1833) — секретарь Якутской степной думы.[15]
- Харитонов-Ойуку, Павел Николаевич (род. 1941) — народный писатель Якутии, поэт и прозаик.